# Gruppi regionali delle Nazioni Unite
     Gruppo Europa occidentale e altri stati
     Gruppo America latina e Caraibi
     Gruppo africano
     Gruppo Europa orientale
     Gruppo Asia-Pacifico
     Non appartenente a nessun gruppo (Kiribati)
     Paesi osservatori (Palestina, Vaticano)
     Territorio neutrale

Gruppo Europa occidentale e altri stati
Gruppo America latina e Caraibi
Gruppo africano
Gruppo Europa orientale
Gruppo Asia-Pacifico
Non appartenente a nessun gruppo (Kiribati)
Paesi osservatori (Palestina, Vaticano)
Territorio neutrale

I gruppi regionali delle Nazioni Unite (United Nations Regional Groups, in inglese) sono i gruppi regionali geopolitici degli Stati membri delle Nazioni Unite. Inizialmente, gli Stati membri delle Nazioni Unite erano ufficiosamente organizzati in cinque gruppi come mezzo informale per condividere la distribuzione dei posti per i comitati dell'Assemblea generale. In seguito questo raggruppamento ha assunto un ruolo molto più ampio e ufficiale in quanto molti organismi delle Nazioni Unite sono assegnati sulla base della rappresentanza geografica. Le posizioni di vertice, tra cui il segretario generale e il presidente dell'Assemblea generale, sono assegnate a rotazione tra i gruppi regionali. I gruppi coordinano anche la politica sostanziale e formano fronti comuni per i negoziati e il blocco di voto.

## Storia

### Società delle Nazioni
La prima distribuzione geografica dei seggi è stata stabilita dalla Società delle Nazioni, che aveva costituito il Comitato per le nomine con lo scopo di creare liste elettorali per la distribuzione dei seggi nel Consiglio della Società delle Nazioni.
Tale scelta si rivelava complicata poiché il numero dei seggi nel Consiglio cambiava continuamente. Tuttavia, dal 1926 al 1933 emerse un modello non ufficiale di distribuzione nel quale i seggi non permanenti nel Consiglio erano distribuiti per aree geografiche:
- 3 per gli stati dell'America Latina
- 1 per uno stato della Scandinavia
- 1 per uno stato della Piccola Intesa ( Cecoslovacchia, Jugoslavia e Romania)
- 1 per uno stato del Commonwealth Britannico
- 1 per uno stato dell'Estremo Oriente
- 1 alla Spagna
- 1 alla Polonia

### Nazioni Unite
Durante la stesura dello Statuto delle Nazioni Unite, l'idea della distribuzione geografica degli organi della nuova organizzazione è stata una delle priorità degli estensori. Su raccomandazione degli Stati Uniti, il primo Ufficio di presidenza dell'Assemblea generale delle Nazioni Unite era composto da:
- i cinque membri permanenti del Consiglio di sicurezza delle Nazioni Unite
- 3 stati dell'America latina
- 2 stati del Commonwealth Britannico
- 2 stati dell'Europa orientale
- 1 stato dell'Europa occidentale
- 1 stato del Medio Oriente

Questa distribuzione ha costituito un precedente per l'assegnazione dei seggi negli organi delle Nazioni Unite. Per esempio, la prima elezione del Consiglio di sicurezza ha assegnato i seggi secondo le seguenti linee:
- i cinque membri permanenti del Consiglio di sicurezza delle Nazioni Unite
- 2 stati dell'America latina
- 1 stato del Commonwealth Britannico
- 1 stato dell'Europa orientale
- 1 stato dell'Europa occidentale
- 1 stato del Medio Oriente

Anche le elezioni del Consiglio economico e sociale delle Nazioni Unite si svolgono con direttive simili, ma assegnano seggi a stati del Vicino Oriente anziché del Medio Oriente.
Tuttavia, questi accordi non erano formalizzati e si basavano su un patto informale tra Stati Uniti e Unione Sovietica.

### Riforma
A seguito della decolonizzazione, ci sono state numerose ammissioni alle Nazioni Unite di stati africani, asiatici e del Pacifico. Dopo la Conferenza di Bandung nel 1955, c'è stata una crescente solidarietà tra gli stati postcoloniali che portò a pressioni sulle Nazioni Unite per una maggiore rappresentanza di questi stati. Questa pressione portò all'approvazione della Risoluzione 1192 (XII) del 12 dicembre 1957, che stabiliva i criteri per la distribuzione dei seggi dell'Ufficio di presidenza.
Alla quale sono seguite le Risoluzioni 1990 (XVIII) e 1991 (XVIII) del 17 dicembre 1963 che ristabilivano la distribuzione dei seggi dell'Ufficio di presidenza, ma anche come sarebbero stati distribuiti geograficamente i seggi nel Consiglio economico e sociale e nel Consiglio di sicurezza:
- stati africani e asiatici
- stati latino americani
- stati dell'Europa orientale
- Europa occidentale e altri stati

La Risoluzione 2847 (XXVI) del 20 dicembre 1971 istituì formalmente la distribuzione dei seggi ancora in vigore per il Consiglio economico e sociale. Ha anche diviso la regione degli stati africani e asiatici in due regioni: Asia e Africa.
Infine, il 19 dicembre 1978 l'Assemblea Generale ha approvato la Risoluzione 33/138 che chiedeva un'equa distribuzione geografica della presidenza e delle vicepresidenze dell'Assemblea generale, come pure delle presidenze dei sette comitati principali.

### Dal 2011
La modifica più recente al sistema di raggruppamento regionale è avvenuta nel 2011, quando il gruppo asiatico è stato ribattezzato gruppo Asia-Pacifico, riconoscendo così il ruolo crescente che gli stati insulari del Pacifico giocano nel sistema delle Nazioni Unite.
A partire dal 2019, Kiribati è l'unico stato membro delle Nazioni Unite che non aderisce a nessuno dei gruppi regionali.

## Panoramica
Oltre a consentire agli Stati membri di portare avanti i loro interessi internazionali, discutere e coordinare i loro diritti di voto e altre attività presso le Nazioni Unite, la funzione principale dei gruppi regionali è quella di distribuire le quote di adesione agli organi delle Nazioni Unite e i ruoli di leadership. Secondo la convenzione, i seggi dei membri non permanenti del Consiglio di sicurezza delle Nazioni Unite sono ripartiti tra i gruppi regionali secondo una formula prestabilita. Anche altri organismi, come il Consiglio economico e sociale delle Nazioni Unite e il Consiglio per i diritti umani delle Nazioni Unite, hanno fissato quote di adesione per ciascun gruppo regionale. La carica di Presidente dell'Assemblea generale delle Nazioni Unite ruota tra i gruppi su un ciclo decennale (la regola attuale è che ogni gruppo regionale ricopre la carica due volte durante il ciclo, di fatto ruota su un ciclo quinquennale).

### Assegnazione seggi
| Assemblea generale | Consiglio di sicurezza | Consiglio economico e sociale | Consiglio per i diritti umani |
| --- | ---------------------- | ----------------------------- | ----------------------------- |
| |                        |                               |                               |
| Gruppo africano Gruppo Asia-Pacifico Gruppo Europa orientale (EEG) Gruppo America latina e Caraibi (GRULAC) Gruppo Europa occidentale e altri stati (WEOG) Membro dell'ONU in nessun gruppo di voto |                        |                               |                               |

## I gruppi regionali

### Gruppo africano
Il gruppo africano è composto da 54 Stati, pari al 28% dei membri delle Nazioni Unite, ed è quindi il più grande gruppo regionale per numero di Stati membri. È l'unico gruppo regionale il cui territorio coincide con il relativo continente.
Il gruppo africano ha tre seggi nel Consiglio di sicurezza, tutti non permanenti; 14 seggi nel Consiglio economico e sociale e 13 seggi nel Consiglio per i diritti umani. Nella scelta del Presidente dell'Assemblea generale delle Nazioni Unite, i rappresentanti del gruppo africano possono essere eletti negli anni che terminano con 4 e 9.
1. Algeria
2. Angola
3. Benin
4. Botswana
5. Burkina Faso
6. Burundi
7. Camerun
8. Capo Verde
9. Rep. Centrafricana
10. Ciad
11. Comore
12. Rep. del Congo
13. RD del Congo
14. Costa d'Avorio
15. Egitto
16. Eritrea
17. Etiopia
18. Gabon
19. Gambia
20. Ghana
21. Gibuti
22. Guinea
23. Guinea-Bissau
24. Guinea Equatoriale
25. Kenya
26. Lesotho
27. Liberia
28. Libia
29. Madagascar
30. Malawi
31. Mali
32. Marocco
33. Mauritania
34. Mauritius
35. Mozambico
36. Namibia
37. Niger
38. Nigeria
39. Ruanda
40. São Tomé e Príncipe
41. Senegal
42. Seychelles
43. Sierra Leone
44. Somalia
45. Sudafrica
46. Sudan
47. Sudan del Sud
48. eSwatini
49. Tanzania
50. Togo
51. Tunisia
52. Uganda
53. Zambia
54. Zimbabwe

### Gruppo Asia-Pacifico
Il gruppo Asia-Pacifico è composto da 53 Stati membri, pari al 27,5% dei membri delle Nazioni Unite, ed è il secondo gruppo regionale per numero di Stati membri. Il suo territorio è composto da gran parte dei continenti dell'Asia e dell'Oceania, con poche ad eccezioni.
Armenia, Azerbaigian, Georgia e Russia sono membri del gruppo Europa orientale, mentre Australia, Nuova Zelanda e Israele sono membri del gruppo Europa occidentale e altri stati; Cipro è l'unico paese dell'Unione europea membro del gruppo Asia-Pacifico. Inoltre, la Turchia partecipa alle riunioni del gruppo Asia-Pacifico ma ai fini delle elezioni è considerata parte del gruppo Europa occidentale e altri stati.
Il gruppo Asia-Pacifico ha tre seggi nel Consiglio di sicurezza: il seggio permanente della Cina e due seggi non permanenti; ha inoltre 11 seggi nel Consiglio economico e sociale e 13 seggi nel Consiglio per i diritti umani. Nella scelta del Presidente dell'Assemblea generale delle Nazioni Unite, i rappresentanti del gruppo Asia-Pacifico possono essere eletti negli anni che terminano con 1 e 6.
1. Afghanistan
2. Arabia Saudita
3. Bahrein
4. Bangladesh
5. Bhutan
6. Birmania
7. Brunei
8. Cambogia
9. Cina
10. Cipro
11. Corea del Nord
12. Corea del Sud
13. Emirati Arabi Uniti
14. Figi
15. Filippine
16. Giappone
17. Giordania
18. India
19. Indonesia
20. Iran
21. Iraq
22. Isole Marshall
23. Isole Salomone
24. Kazakistan
25. Kirghizistan
26. Kuwait
27. Laos
28. Libano
29. Malaysia
30. Maldive
31. Micronesia
32. Mongolia
33. Nauru
34. Nepal
35. Oman
36. Pakistan
37. Palau
38. Papua Nuova Guinea
39. Qatar
40. Samoa
41. Singapore
42. Siria
43. Sri Lanka
44. Tagikistan
45. Thailandia
46. Timor Est
47. Tonga
48. Turkmenistan
49. Tuvalu
50. Uzbekistan
51. Vanuatu
52. Vietnam
53. Yemen

### Gruppo Europa orientale
Il gruppo Europa orientale (EEG) è composto da 23 Stati membri, pari al 12% dei membri delle Nazioni Unite, ed è il gruppo regionale con il minor numero di Stati membri. È composto dai territori dell'Europa orientale e da parti dell'Europa centrale e sud-orientale.
Il gruppo Europa orientale ha due seggi nel Consiglio di sicurezza: il seggio permanente della Russia e un seggio non permanente; ha inoltre 6 seggi nel Consiglio economico e sociale e 6 seggi nel Consiglio per i diritti umani. Nella scelta del Presidente dell'Assemblea generale delle Nazioni Unite, i rappresentanti del gruppo Europa orientale possono essere eletti negli anni che terminano con 2 e 7.
1. Albania
2. Armenia
3. Azerbaigian
4. Bielorussia
5. Bosnia ed Erzegovina
6. Bulgaria
7. Rep. Ceca
8. Croazia
9. Estonia
10. Georgia
11. Lettonia
12. Lituania
13. Macedonia del Nord
14. Moldavia
15. Montenegro
16. Polonia
17. Romania
18. Russia
19. Serbia
20. Slovacchia
21. Slovenia
22. Ucraina
23. Ungheria

### Gruppo America latina e Caraibi
Il gruppo America latina e Caraibi (GRULAC), è composto da 33 Stati membri, pari al 17% di tutti i membri delle Nazioni Unite. È composto dai territori dell'America meridionale e cemtrale, dal Messico e da molte isole dei Caraibi, con l'eccezione dei territori che dipendono dai paesi europei.
Il gruppo America latina e Caraibi ha due seggi nel Consiglio di sicurezza, entrambi non permanenti; ha inoltre 10 seggi nel Consiglio economico e sociale e 8 seggi nel Consiglio per i diritti umani. Nella scelta del Presidente dell'Assemblea generale delle Nazioni Unite, i rappresentanti del gruppo America latina e Caraibi possono essere eletti negli anni che terminano con 3 e 8.
1. Antigua e Barbuda
2. Argentina
3. Bahamas
4. Barbados
5. Belize
6. Bolivia
7. Brasile
8. Cile
9. Colombia
10. Costa Rica
11. Cuba
12. Dominica
13. Rep. Dominicana
14. Ecuador
15. El Salvador
16. Giamaica
17. Grenada
18. Guatemala
19. Guyana
20. Haiti
21. Honduras
22. Messico
23. Nicaragua
24. Panama
25. Paraguay
26. Perù
27. Saint Kitts e Nevis
28. Saint Lucia
29. Saint Vincent e Grenadine
30. Suriname
31. Trinidad e Tobago
32. Uruguay
33. Venezuela

### Gruppo Europa occidentale e altri stati
Il gruppo Europa occidentale e altri stati (WEOG), è composto da 28 Stati membri, pari al 15% di tutti i membri delle Nazioni Unite. È composto dai territori dell'Europa occidentale, dal Canada, dall'Australia e dalla Nuova Zelanda. Inoltre gli Stati Uniti operano in veste di osservatore, in quanto formalmente non fanno parte di nessun gruppo regionale.
Compresi gli Stati Uniti, il gruppo Europa occidentale e altri stati ha cinque seggi nel Consiglio di sicurezza, tre permanenti (Francia, Regno Unito e Stati Uniti) e due non permanenti; ha inoltre 13 seggi nel Consiglio economico e sociale e 7 seggi nel Consiglio per i diritti umani. Nella scelta del Presidente dell'Assemblea generale delle Nazioni Unite, i rappresentanti del gruppo Europa occidentale e altri stati possono essere eletti negli anni che terminano con 0 e 5. 
1. Andorra
2. Australia
3. Austria
4. Belgio
5. Canada
6. Danimarca
7. Finlandia
8. Francia
9. Germania
10. Grecia
11. Irlanda
12. Islanda
13. Israele
14. Italia
15. Liechtenstein
16. Lussemburgo
17. Malta
18. Monaco
19. Norvegia
20. Nuova Zelanda
21. Paesi Bassi
22. Portogallo
23. Regno Unito
24. San Marino
25. Spagna
26. Stati Uniti
27. Svezia
28. Svizzera
29. Turchia

### Casi speciali
- Israele. Lo stato di Israele, geograficamente asiatico, non è mai potuto entrare nel gruppo asiatico e solo nel maggio 2000 è divenuto membro temporaneo del gruppo Europa occidentale e altri stati, confermato in modo permanente del maggio 2004,[12] ma ammesso definitivamente all'Ufficio delle Nazioni Unite a Ginevra dal 1º gennaio 2014.[13]
- Kiribati. Kiribati, che geograficamente appartiene all'Oceania, non aderisce a nessun gruppo regionale e solo dal 2017 ha un rappresentante permanente presso le Nazioni Unite.[14]
- Palestina. Sin dal 2 aprile 1986 l'Organizzazione per la Liberazione della Palestina partecipa al gruppo asiatico, successivamente gruppo Asia-Pacifico, in qualità di osservatore.[15]
- Stati Uniti d'America. Gli Stati Uniti d'America hanno scelto di non essere membri di alcun gruppo ma partecipano come osservatori alle riunioni del gruppo dell'Europa occidentale e altri stati ai soli fini elettorali per la scelta dei candidati all'Assemblea generale delle Nazioni Unite.[16]
- Turchia. La Turchia partecipa sia al gruppo Europa occidentale e altri stati che al gruppo Asia-Pacifico, ma solo ai fini elettorali partecipa al gruppo europeo.[17]
- Vaticano. La Città del Vaticano partecipa al gruppo Europa occidentale e altri stati in qualità di osservatore.[18]

## Richiesta di riforma
Il 20 settembre 2000, il capo delegazione di Nauru Vinci Niel Clodumar, nel corso della 55ª sessione dell'Assemblea generale delle Nazioni Unite ha posto la questione dell'equa rappresentanza degli 11 stati insulari del Pacifico, che stanno «affogando» nel gruppo regionale asiatico, mentre Australia e Nuova Zelanda sono «bloccate» nel gruppo Europa occidentale. La proposta di Clodumar era di creare un nuovo gruppo regionale, sulla base dell'esistente Unione parlamentare Asia-Pacifico (APPU), comprendente Oceania, paesi dell'ASEAN, Giappone e Corea del Sud.